# 小野信輔
小野 信輔（おの しんすけ、1938年 - ）は、日本の機械工学者、熱工学者。九州大学名誉教授、元北九州市立大学国際環境工学部教授。日本工学アカデミー正会員。工学博士（九州大学、1976年）。

## 経歴
1938年長崎県生まれ。長崎県立長崎東高等学校を経て、1961年に九州大学工学部機械工学科卒業後、1966年同大学大学院工学研究科博士課程単位取得退学。1976年に「予混合気における発火と火炎伝ぱに関する基礎的研究」で工学博士号を取得した。
1966年九州大学工学部講師、1967年助教授を経て、1978年教授。1979年からは同大学大学院総合理工学研究科教授を併任（1998年まで）。1999年に同大学大学院工学研究科教授となり、2001年退官、名誉教授。同年に北九州市立大学国際環境工学部教授となった。
日本舶用機関学会、自動車技術会、日本燃焼学会、日本機械学会の各学会において理事、評議員を歴任し、2001年に日本機械学会フェロー、2005年に自動車技術会フェロー認定を受けた。2007年に日本工学アカデミー入会、正会員となる。

## 所属学会等
- 日本工学アカデミー正会員
- 日本機械学会フェロー
- 日本機械学会名誉員[7]
- 自動車技術会フェロー
- 日本マリンエンジニアリング学会永年会員

## 論文
- CiNii>小野信輔

## 受賞歴
- 1977年 - 自動車技術会功労賞
- 1997年 - 自動車技術会功労賞
- 1997年 - 日本機械学会会員功労者表彰
- 2000年 - 日本燃焼学会論文賞
- 2003年 - 日本燃焼学会功労賞
- 2018年 - 瑞宝中綬章[8]